# Josef Massenez

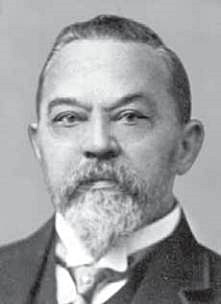
Josef Massenez (1890)

Josef Massenez oder Joseph Massenez (* 26. Dezember 1839 in Grünstadt; † 24. Dezember 1923 in Wiesbaden) war ein deutscher Hütteningenieur und Manager in der Montanindustrie.

## Leben

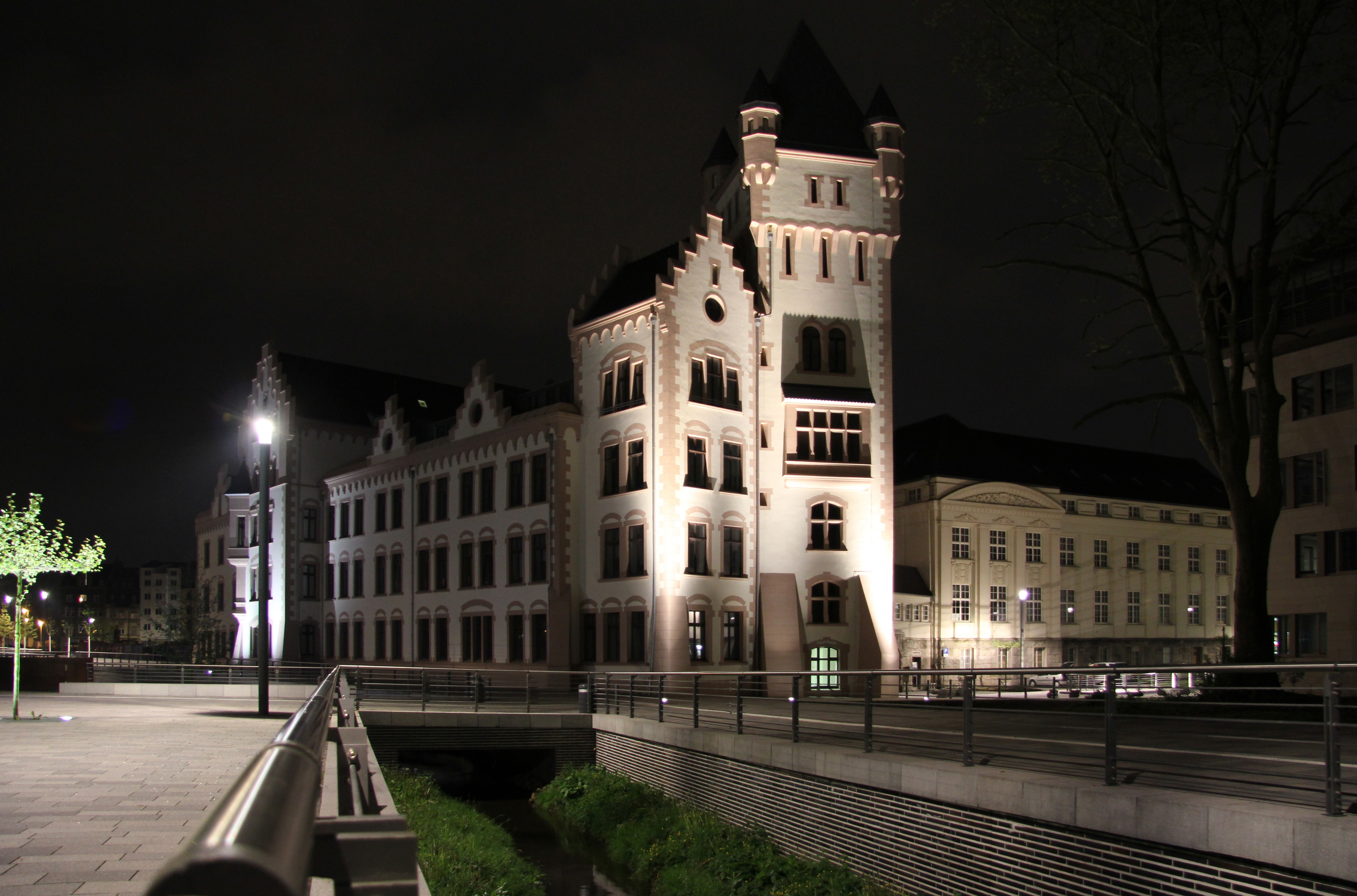
Hörder Burg, eklektizistischer Verwaltungssitz des Hörder Bergwerks- und Hütten-Vereins (2011)

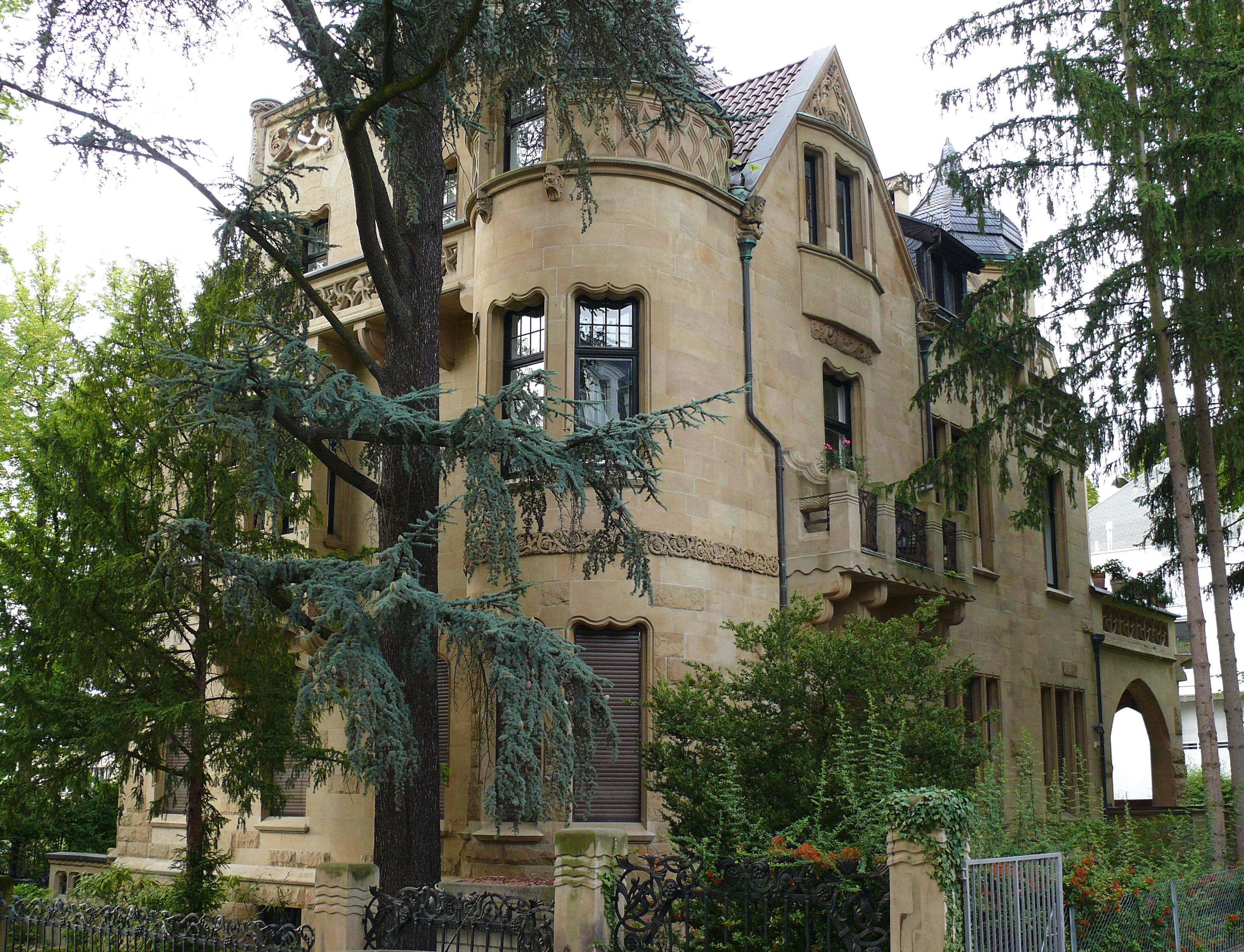
Historistische Villa Humboldtstraße 14 in Wiesbaden, Wohnsitz von Josef Massenez ab 1903 (2013)

Massenez war ein Sohn von Ludwig Massenez († 1881) und dessen Ehefrau Franziska Massenez geb. Behlen († 1892). Der Vater war Französisch-Lehrer am Progymnasium Grünstadt in der damals bayerischen Pfalz, seine Vorfahren waren aus dem Elsass dorthin eingewandert. Massenez besuchte das Gymnasium Speyer und studierte zunächst Rechtswissenschaft an der Ludwig-Maximilians-Universität München; 1858 wurde er im Corps Franconia München aktiv. Als Inaktiver wechselte er – seinem Interesse an Mathematik und Naturwissenschaften folgend – zum Bergbau und Hüttenwesen an der Bergakademie Leoben (Steiermark), wo Peter Tunner einer seiner akademischen Lehrer war.
Er arbeitete als Hütteningenieur in (Duisburg-)Ruhrort, (Duisburg-)Hochfeld, Nadja Hunya (Siebenbürgen) und Salzgitter, insbesondere beim Hochofenbau. Von 1874 bis 1891, offiziell bis 1893, leitete er den Hörder Bergwerks- und Hütten-Verein in Hörde bei Dortmund, bis 1875 zusammen mit Hermann G. Beitter (1829–1875), dann mit Gustav Hilgenstock (1844–1913). In dieser Funktion trug er maßgeblich zur Entwicklung der deutschen Eisen- und Stahlindustrie bzw. der Stahlerzeugung bei. So initiierte er am 26. April 1879 – zusammen mit Gustave Léon Pastor von der Rheinische Stahlwerke AG in Meiderich – die Patentierung des Thomas-Verfahrens für Deutschland, Österreich-Ungarn und Luxemburg. Der Weg zur großindustriellen Stahlproduktion im Ruhrgebiet wurde damit eröffnet. Am 22. September 1879 wurde in Hörde und Meiderich gleichzeitig der erste „Thomasstahl“ erblasen.
1885 gründete Massenez die Europäische Wassergas-AG, am 13. April 1889 die Rheinische Metallwaaren- und Maschinenfabrik AG in Düsseldorf, heute Rheinmetall. Zwischen 1876 und 1879 engagierte er sich für die Wiedereinführung der Roheisen-Zölle im Rahmen der Schutzzollpolitik. 1879 war Massenez Vorstandsmitglied im Verein Deutscher Ingenieure (VDI). 1885 sowie von 1887 bis 1891 war er Präsident der Handelskammer zu Dortmund. Massenez war auch Mitinitiator des Centralverbandes deutscher Industrieller (1876) und Funktionär im Verein Deutscher Eisenhüttenleute (VDEh), aus dessen Vorstand er mit Ablauf des Jahres 1906 ausschied. Ferner gehörte er dem Preußischen Volkswirtschaftsrat an. 1885 trat er dem Deutschen Kolonialverein bei.
Den Lebensabend verbrachte Massenez in Wiesbaden, wo er sich nach faktischem Ausscheiden aus dem Hörder Verein 1891 als Zivilingenieur niedergelassen hatte, und – nach 1911 – auf der Burg Gutenfels über Kaub am Rhein. Zusammen mit seinem Sohn Otto erwarb Massenez zwischen 1903 und 1922 zahlreiche Patente in Deutschland und anderen europäischen Staaten; außerdem investierten sie mit dem Bergbauunternehmen Vivero Iron Ore Company Ltd. in die Mina de la Silvarosa bei Vivero in Galicien. Die Technische Hochschule (Berlin-)Charlottenburg ehrte ihn 1909 mit der Ehrendoktorwürde (als Dr.-Ing. E. h.), die Stadt Dortmund durch eine Straßenbenennung im Ortsteil Hacheney.
Josef Massenez gehörte der Alt-Katholischen Kirche an und war in Dortmund aktives Gemeindemitglied. Sein Wegzug im Jahr 1891 veranlasste den Dortmunder Pfarrer Georg Moog, in seinem jährlichen Bericht an Bischof Joseph Hubert Reinkens den Verlust von 600 Mark Kirchensteuer zu beklagen und den Einsatz von Josef Massenez zur veränderten Erhebung der Schulsteuer in Hörde zu würdigen: Bis dato wurde in Hörde auch für alt-katholische Kinder die römisch-katholische Schulsteuer erhoben.

## Schriften
- Die Hochofen- und Walzwerksanlage Phönix zu Laar bei Ruhrort. (= Die baulichen Anlagen auf den Berg-, Hütten- und Salinenwerken in Preußen) Decker, Berlin 1864.
- Einige Bemerkungen zur Eisenzoll- und Tarif-Frage. 1876. (gedrucktes Manuskript zur Generalversammlung des Hörder Bergwerks- und Hütten-Vereins)
- Zur Klassifikation von Eisen und Stahl. In: Glasers Annalen für Gewerbe und Bauwesen, Jahrgang 1878, ... (Referat vor der Generalversammlung des Technischen Vereins für Eisenhüttenwesen am 5. Mai 1878 in Düsseldorf)
- Mitteilungen über den Entphosphorungsprozess im Konverter. 1880.
- On the Elimination of Sulphur from Pig Iron. 1891.[17]
- o. V.: 30 Jahre Thomasverfahren in Deutschland. In: Stahl und Eisen, 29. Jahrgang 1909, Nr. 38 (vom 22. September 1909), S. 1466–1490 (mit Textteilen von Massenez, Gustav Hilgenstock und August Spannagel; herausgegeben auch als Sonderdruck 1909).